# Jens Kaden (Mediziner)
Jens Johannes Kaden (* 1970) ist ein deutscher Mediziner (Innere Medizin, Kardiologie) und Hochschullehrer. 

## Leben und Wirken
Kaden studierte von 1991 bis 1997 Humanmedizin an der Ruprecht-Karls-Universität Heidelberg und der Tulane University in New Orleans, USA. Seine Facharztausbildung zum Internisten sowie die Schwerpunktweiterbildung Kardiologie absolvierte er am Universitätsklinikum Mannheim. Bis 2008 war er dort als Oberarzt tätig, zuletzt im Herzkatheterlabor und als Leiter der kardiologischen Ambulanz. Seit 2009 ist er als Internist und Kardiologe in Mannheim niedergelassen.

## Wissenschaftlicher Werdegang
Kaden promovierte 1997 mit einer Arbeit zur Herzinsuffizienz und habilitierte sich 2005 über das Thema Herzklappenerkrankungen, beides an der Medizinischen Fakultät Mannheim. Von 2007 bis 2009 war er stellvertretender Sprecher, von 2009 bis 2012 Sprecher der Arbeitsgruppe „Aortenerkrankungen“ der Deutschen Gesellschaft für Kardiologie. Als Nukleusmitglied der Working Group „Valvular Heart Disease“ der European Society of Cardiology war er Co-Autor eines Positionspapiers zur präoperativen Risikostratifizierung bei Patienten mit Herzklappenerkrankungen. Er ist Autor von 95 wissenschaftlichen Publikationen, die bislang über 2000-mal zitiert wurden. Er trug mit seinen Forschungsarbeiten wesentlich zum modernen Verständnis der kalzifizierenden Aortenklappenstenose als entzündliche, potentiell modifizierbare Erkrankung bei. 2008 wurde er zum außerplanmäßigen Professor der Ruprecht-Karls-Universität Heidelberg ernannt.

## Hochschuldidaktische Tätigkeit
Bereits seit 2003 war Kaden intensiv in der medizinischen Hochschuldidaktik engagiert. Er absolvierte das Baden-Württemberg-Zertifikat für Hochschuldidaktik, gründete das Mannheimer Simulationspersonenprogramm und fungiert seit 2008 als Ärztlicher Leiter des Lernkrankenhauses TheSiMa, des Skills Labs der Medizinischen Fakultät Mannheim. In dieser Funktion liegt sein Fokus auf der Vermittlung von praktischen und kommunikativen Fertigkeiten im Medizinstudium, insbesondere mit dem Transfer didaktischer Methoden aus Pilotprojekten in den curricularen Unterricht. Ein weiterer Fokus liegt auf der bedarfsweisen Weiterqualifikation von Lehrenden für komplexe Prüfungsformen.